# Rết khổng lồ Việt Nam
Scolopendra dehaani, tên thông thường là rết khổng lồ Việt Nam, là một loài rết lớn được tìm thấy ở khắp Bán đảo Đông Dương. Chúng cũng được tìm thấy ở Ấn Độ, Nhật Bản, Hồng Kông, quần đảo Andaman và Nicobar.

## Phân loại
Rết khổng lồ Việt Nam ban đầu được Johann Friedrich von Brandt đặt tên vào năm 1840. Năm 1930, Carl Attems phân loại loài này thành một phân loài của rết Việt Nam. Một tài liệu năm 2012 đã phân loại loài này thành một loài riêng biệt.

## Hình thái
Rết khổng lồ Việt Nam là một trong những loài rết lớn nhất thuộc chi Scolopendra, và một số tiêu bản thu thập được cho thấy chiều dài của loài này có thể đạt được hoặc vượt quá 25 cm. Tuổi thọ của chúng thường từ 5 đến 6 năm. Trong một tài liệu năm 2016, nhóm tác giả cho rằng loài này có năm hình thái màu riêng biệt: bốn dạng lưỡng sắc, một dạng đơn sắc và tất cả thường có màu đỏ, nâu hoặc cam:
| # | Đầu                     | Đốt                     | Lưng                     | Râu                    | Chân                                                                  | Gai xương |
| - | ----------------------- | ----------------------- | ------------------------ | ---------------------- | --------------------------------------------------------------------- | --------- |
| 1 | Màu nâu sẫm             | Màu nâu sẫm             | Viền lưng có dải màu tối | Màu nâu đỏ             | Màu hạt dẻ                                                            | Màu nâu   |
| 2 | "Màu nâu hoặc vàng cam" | "Màu nâu hoặc vàng cam" | Viền lưng có dải màu tối | Màu vàng cam           | Màu nâu sẫm                                                           | Pale Grey |
| 3 | Màu nâu đỏ              | Màu nâu đỏ              | -                        | Màu nâu đỏ             | Màu vàng nhạt, ngoại trừ chân thứ 20 và chân cuối cùng có màu nâu đỏ. | Màu nâu   |
| 4 | Đỏ sáng                 |                         | Viền sau có dải màu tối  | Màu vàng hoặc cam sáng | Màu vàng nhạt, ngoại trừ chân thứ 20 và chân cuối cùng có màu nâu đỏ. | Màu cam   |
| 5 | Màu đỏ anh đào          | Màu đỏ anh đào          | Viền sau có dải màu tối  | Màu đỏ hoặc màu cam    | Phớt đỏ                                                               | Màu cam   |

## Chế độ ăn
Scolopendra dehaani thường săn các động vật chân đốt nhỏ hơn như côn trùng, nhện và bọ cạp roi, nhưng người ta phát hiện chúng ăn rắn nhỏ và các động vật có xương sống khác, bao gồm cả ếch cây.

Một bài báo cho rằng S. dehaani kiếm ăn trên cây và thậm chí còn được ghi nhận hoạt động vào ban ngày.

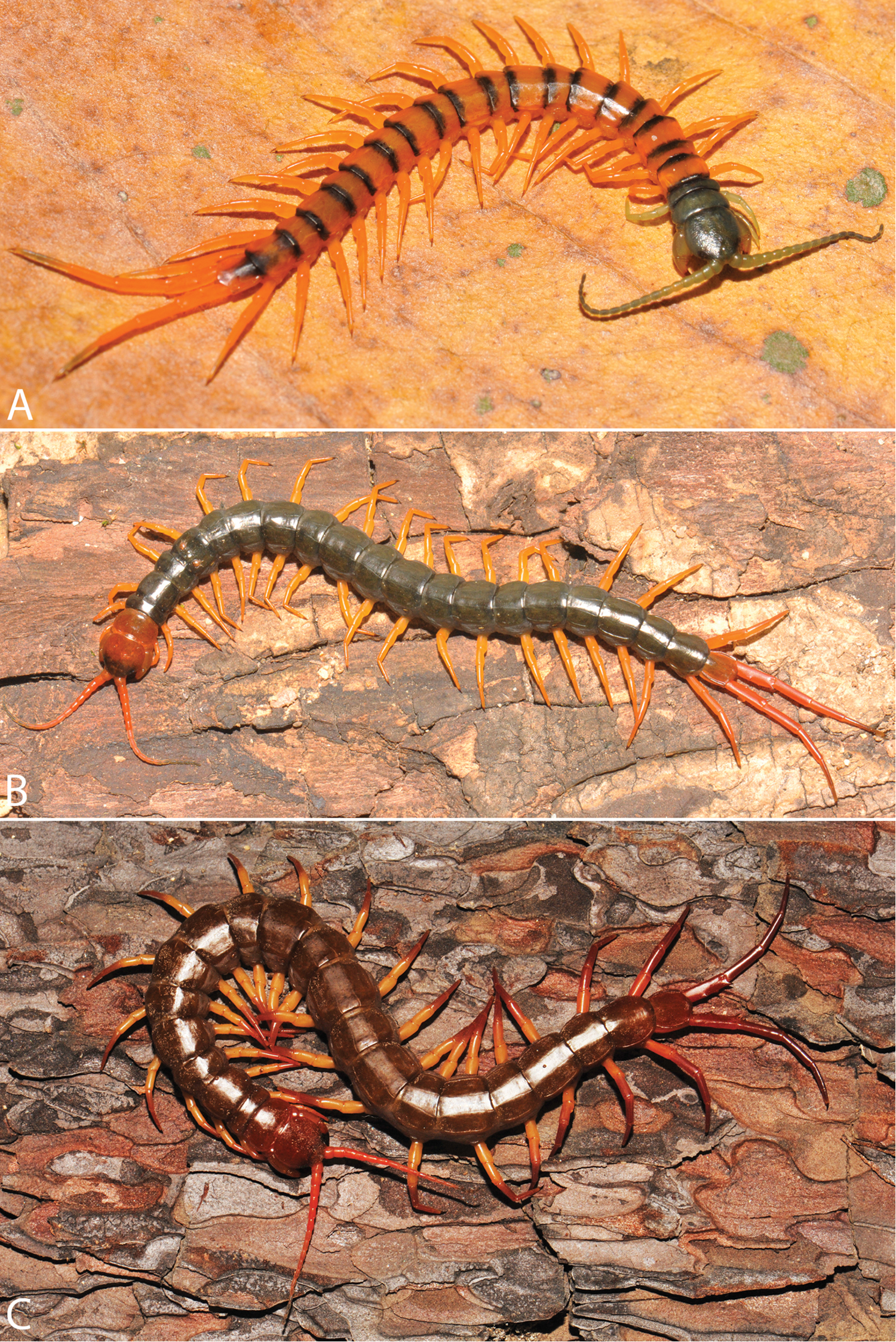
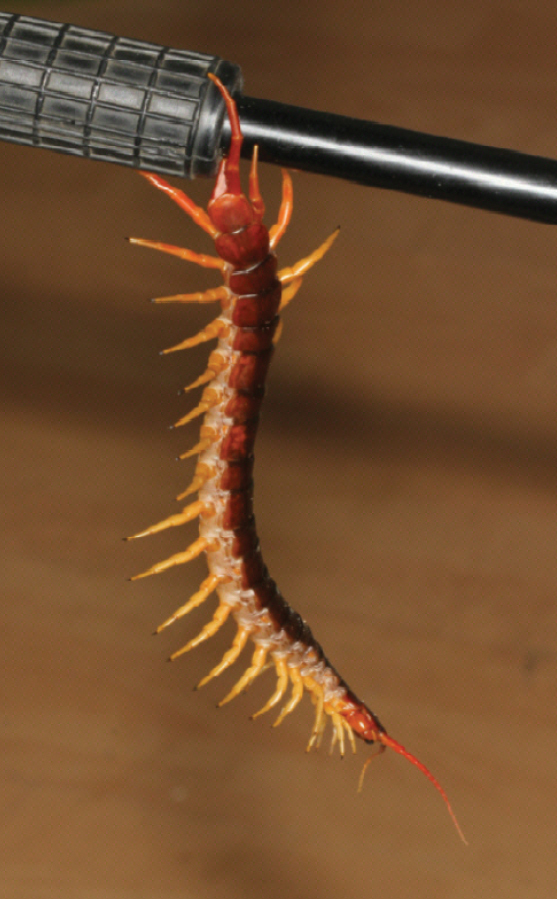
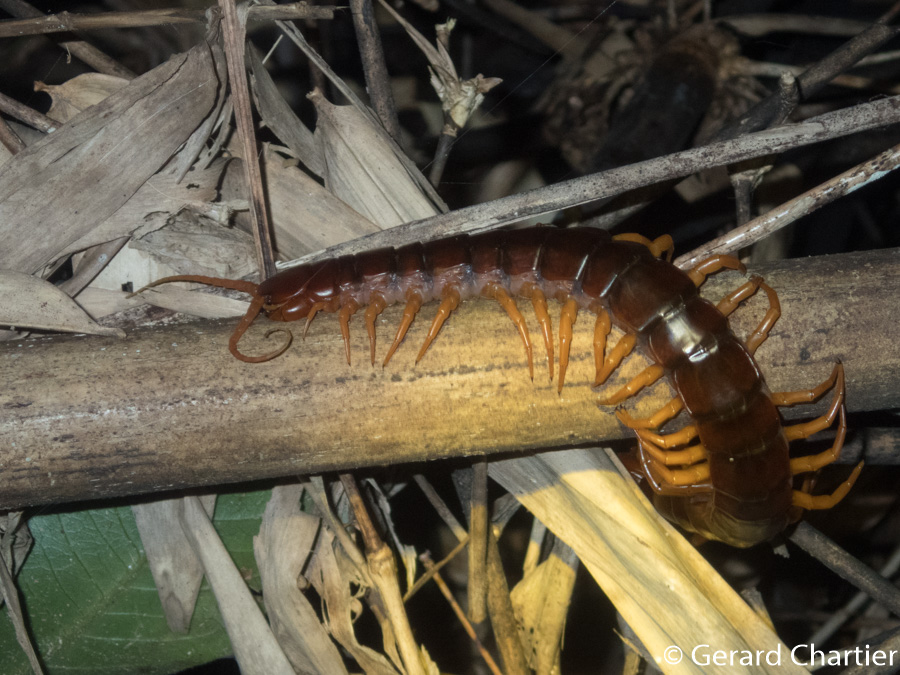
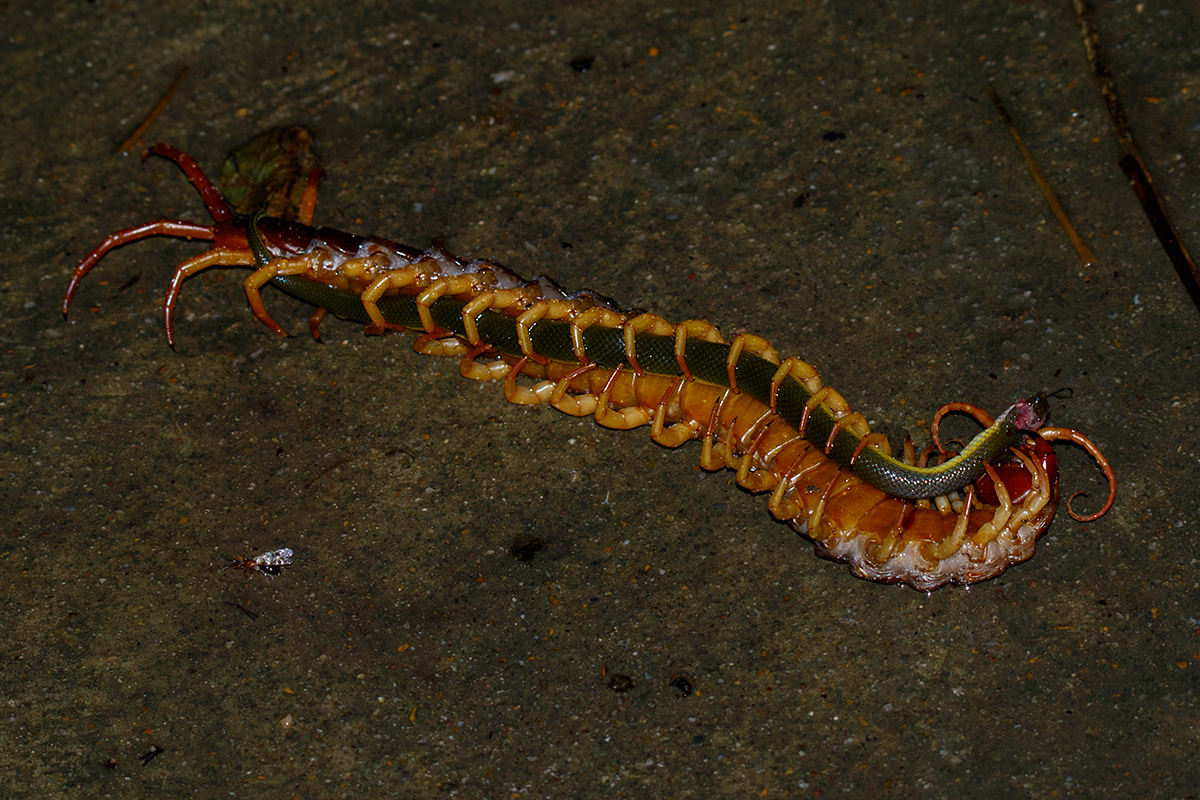
S. dehaani đang ăn một con rắn ri nước.